# スカイトレイン (MIA)
スカイトレイン（英: Skytrain）は、アメリカ合衆国フロリダ州マイアミ都市圏にあるマイアミ国際空港 (MIA) にて運行されている、エアサイドのAutomated People Mover (APM) システムである。
当システムは、アメリカン航空向けの主要な国際線ハブである、空港のコンコースD内で運行されている。当システムは、コンコースDの拡張時の一部として2010年に開業しており、マイル長のコンコースを、端から端まで5分で旅客輸送することができる。2023年9月から運休。24年3月に運行再開。
スカイトレインは、空港で別々に運行されている3つのAPMシステムのうちの一つである。他には、マイアミ・インターモーダル・センターを結んでいるMIAムーバーと、コンコースEのサテライトを結んでいるピープルムーバーがある。

## システム
軌道および駅を含むスカイトレインの構造物は、コンコースDの上部に配置されている。当システムには4駅あり、D17、D24、D29およびD46のゲートに位置している。
4両編成の列車が使用されている当システムの車両は、（MIAムーバーでも同型が運行されている）三菱重工業クリスタルムーバーである。列車の2両には、コンコースを通じて国内線の旅客を乗せており、もう一方の他2両には、コンコースD出入国管理および税関施設に、国境税関をクリアしていない国際線到着便の旅客を輸送するのに使用されている。これは、2カ所の別々の搭乗ロビーに駅を設置することにより実現している。

## 事故
2015年12月22日に、スカイトレインが脱線し、一時的に運行休止となった。車両のうち1両がコンコースの屋根に激突しており、他の車両は脱線していた。
この事件は、当システムがメンテナンスを受けていたときに発生している。そのため、列車は保守作業員1名を除いて空車であった。その後、車両が撤去され、格納庫で原因調査されている。
同年12月26日に、スカイトレインが再開業された。
脱線した原因については、2015年現在、調査中である。